# Marcello Mihalich
Marcello Mihalich (ur. 12 marca 1907 w Fiume; zm. 27 października 1996 w Turynie) – włoski piłkarz, grający na pozycji napastnika, trener piłkarski. Znany był również w Fiume pod pseudonimem Marzelin, czyli Marcellino (w dialekcie Marcello oznacza Marzel), który w artykule z Voce del Popolo stał się Manzelin, prawdopodobnie z powodu błędu transkrypcji

## Kariera piłkarska

### Kariera klubowa
Wychowanek klubu Tarsia. W 1923 rozpoczął karierę piłkarską w miejscowej drużynie Olympia Fiume. W 1926 po fuzji klubu został piłkarzem Fiumany. Potem występował w klubach Napoli i Ambrosiana-Inter. W latach 1933–1934 bronił barw Juventusu, z którym zdobył mistrzostwo Włoch. Następnie do 1938 roku grał w klubach Pistoiese, Catania i ponownie Fiumana.

### Kariera reprezentacyjna
1 grudnia 1929 roku debiutował w narodowej reprezentacji Włoch w meczu przeciwko Portugalii (6:1), strzelając dwie bramki. Potem występował we włoskiej reprezentacji B.

## Kariera trenerska
W 1938 roku rozpoczął pracę trenerską w Fiumana, którą prowadził do 1940 roku, na krótko przed wybuchem II wojny światowej, po której opuścił świat futbolu. Po przejściu miasta Fiume (Rijeka) do Jugosławii schronił się w Trieście, gdzie później dołączyła do niego rodzina i gdzie mieszkał do 1984 roku. Potem dołączył do jednego ze swoich synów w Turynie. W stolicy Piemontu zmarł w 1996 roku w wieku 89 lat.

## Sukcesy i odznaczenia

### Sukcesy klubowe
Juventus
- mistrz Włoch: 1933/34